# Engelbert von Dolen
Engelbert von Dolen († 3. September 1347 in Avignon) war von 1323 bis 1341 Bischof von Dorpat und anschließend bis zu seinem Tod 1347 Erzbischof von Riga.

## Leben
Engelbert entstammte einem Vasallengeschlecht, das seit dem 13. Jahrhundert in den Stiften Riga und Dorpat ansässig war. Es ist möglich, dass er mit „Engelbertus de Estonia“ identisch ist, der sich 1304 an der Universität Bologna immatrikulierte. Erstmals urkundlich belegt ist er für das Jahr 1323, als er als Dorpater Dompropst zum Nachfolger des Dorpater Bischofs Nikolaus gewählt wurde. Da er einer Bestätigung seiner Wahl bedurfte, begab er sich nach Riga. Dort konnte er die Bestätigung nicht erlangen, da sich der Rigaer Erzbischof Friedrich von Pernstein seit mehr als zehn Jahren bei der Kurie in Avignon aufhielt und jemand anderer zur Wahlbestätigung nicht bevollmächtigt war. Da sich Papst Johannes XXII. sowohl die Bestätigung der Wahl als auch die Bischofsweihe vorbehalten hatte, reiste Engelbert nach Avignon. Dort widersprach Friedrich von Pernstein der päpstlichen Bestätigung, wobei er behauptete, Engelbert hätte sich gegenüber ihm und der Kirche von Riga nicht korrekt verhalten. Ursächlich hierfür war vermutlich, dass Pernstein in einem Streit mit dem Deutschen Orden diesem unterlegen war und ihm deshalb mit der Blockierung von Neubesetzungen der preußischen und livländischen Bistümer schaden wollte.
Nach einer vom Papst veranlassten Überprüfung erhielt Engelbert im November 1323 die päpstliche Bestätigung seiner Wahl. Nach der Bischofsweihe, die durch den Bischof von Frascati, Bertrand de Turre (Bernardo de la Tour), erfolgte, begab sich Engelbert am 9. Dezember 1323 in seine Diözese. Nachdem er im März 1325 einen Treueeid von den in seiner Diözese wirkenden Deutsch-Ordensbrüdern verlangte, protestierte dagegen der Ordes-Landmeister. 1326 vermittelte Engelbert in einem Streit um die Öffnung der Stiftspforte zwischen der Stadt Riga und dem Domkapitel. 1336 krönte er den schwedischen König Magnus II. Im selben Jahr wurde er vom Papst aufgefordert, für den immer noch abwesenden Rigaer Erzbischof Pernstein vom Deutschen Orden u. a. die Rückgabe der erzbischöflichen Güter zu fordern, womit er weitgehend erfolgreich war. Mit Friedrich von Pernstein verband ihn die Gegnerschaft dem Deutschen Orden gegenüber. Im März 1341 war Engelbert in Avignon anwesend, als Friedrich von Pernstein starb. Da sein Tod in Avignon erfolgte, behielt sich Papst Benedikt XII. die Ernennung seines Nachfolgers vor. Am 18. Oktober 1341 transferierte er Engelbert von Dorpat nach Riga. Das Pallium wurde ihm in Avignon von zwei Kardinalsdiakonen überreicht. Obwohl er vom Papst aufgefordert wurde, sich in seine Erzdiözese zu begeben, blieb er weiterhin in Avignon. Von dort aus setzte er ohne Erfolg seine Politik gegen den Deutschen Orden fort. Er starb am 3. September 1347 in Avignon. Sein Bestattungsort ist nicht bekannt.